# Werner Goez

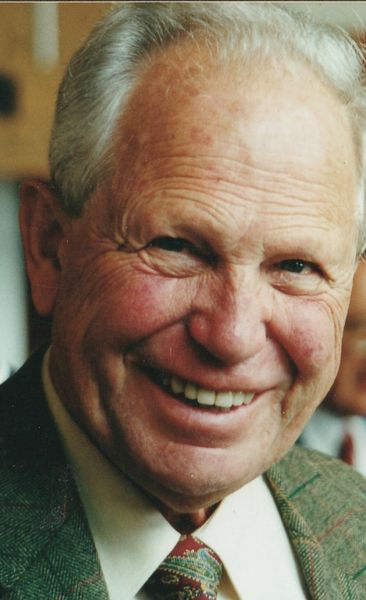
Werner Goez, aufgenommen von Werner Maleczek im Jahr 2003.

Werner Goez (* 13. Juli 1929 in Frankfurt am Main; † 13. Juli 2003 in Sterzing) war ein deutscher Historiker. Von 1969 bis zu seiner Emeritierung 1997 war er Inhaber des Lehrstuhls für Mittelalterliche Geschichte und Historische Hilfswissenschaften in Erlangen.

## Leben und Wirken
Der Sohn eines Studienrates wurde in Frankfurt am Main geboren und wuchs in Münster auf. Er wurde 1944 zum Militärdienst einberufen. In Münster legte er 1947 das Abitur ab. Er studierte ab dem Wintersemester 1948/49 Geschichte, Kunstgeschichte, Musikwissenschaft und Germanistik in Frankfurt. Sein wichtigster akademischer Lehrer war Paul Kirn. Im Jahre 1954 wurde er als Stipendiat der Studienstiftung des deutschen Volkes bei Kirn promoviert mit einer geistesgeschichtlich orientierten Studie zu Geschichtsdenken und politischen Theorien im Mittelalter und in der frühen Neuzeit. Er wurde 1957 Assistent von Kirn, mit dem er eine enge Zusammenarbeit entfaltete. Im Jahre 1960 erfolgte in Frankfurt seine Habilitation mit einer rechts- und verfassungsgeschichtlichen Arbeit über den Leihezwang. Seit 1964 war er Professor für Geschichte, zunächst in Würzburg, dann in Erlangen, wo er den Lehrstuhl für Mittelalterliche Geschichte und Historische Hilfswissenschaften von 1969 bis 1997 innehatte. Sein wissenschaftlicher Assistent war von 1967 bis 1974 Dieter Hägermann. Goez war von 1965 bis 1972 Mitglied des Schulausschusses der Westdeutschen Rektorenkonferenz und von 1972 bis 1988 Vorsitzender des Bibliotheksausschusses der Universität Erlangen-Nürnberg. Er verstarb im Juli 2003 unerwartet während einer Reise zu einem Italienaufenthalt in Sterzing.
In seiner wissenschaftlichen Tätigkeit beschäftigte er sich vor allem mit der Zeit des Hochmittelalters. Grundlegend wurden seine Arbeiten zur politischen Theorie der Translatio imperii (1958) und über den lehnsrechtlichen Grundsatz des Leihezwangs (1962). Goez galt als Kenner der mittelalterlichen Geschichte Italiens, insbesondere der Toskana und der Frühhumanisten. Sein 1975 veröffentlichtes Taschenbuch über Italien vom sechsten bis zum sechzehnten Jahrhundert erlebte mehrere Auflagen. Auch in den Themenfeldern Investiturstreit und Reformpapsttum, besonders zu Papst Gregor VII., tat er sich wissenschaftlich hervor. Sein 1998 veröffentlichtes Buch Lebensbilder aus dem Mittelalter (1998) enthält vierunddreißig knappe biographische Skizzen. Für die kritische Edition aller Urkunden und Briefe der Markgräfin Mathilde von Canossa trug er seit 1986 gemeinsam mit seiner Frau Elke Goez aus mehr als neunzig Archiven und Bibliotheken das Material zusammen. Die Edition wurde 1998 bei den Monumenta Germaniae Historica publiziert und umfasst 139 als echt anzusehende Dokumente sowie 15 Fälschungen und 115 anderweitig nachweisbare beziehungsweise erschließbare Deperdita.
Goez war Träger des Bundesverdienstkreuzes am Bande und des Bundesverdienstkreuzes 1. Klasse. Er erhielt außerdem den Bayerischen Verdienstorden und war Cavaliere ufficiale des italienischen Verdienstordens sowie erster Träger des Arco für Verdienste um die kulturellen Beziehungen zwischen Italien und der Bundesrepublik Deutschland.

## Schriften (Auswahl)
- Translatio Imperii. Ein Beitrag zur Geschichte des Geschichtsdenkens und der politischen Theorien im Mittelalter und in der frühen Neuzeit. Mohr, Tübingen 1958.
- Der Leihezwang. Eine Untersuchung zur Geschichte des deutschen Lehnrechtes. Mohr, Tübingen 1962 (Zugleich: Frankfurt/M., Universität, Habilitationsschrift, 1962).
- Gestalten des Hochmittelalters – Personengeschichtliche Essays im allgemeinhistorischen Kontext. Wissenschaftliche Buchgesellschaft, Darmstadt 1983, ISBN 3-534-09078-0.
- Grundzüge der Geschichte Italiens in Mittelalter und Renaissance (= Grundzüge. Bd. 27). Wissenschaftliche Buchgesellschaft, Darmstadt 1984, ISBN 3-534-06403-8.
- Emilia Romagna – Oberitalienische Kunststädte zwischen Po, Apennin und Adria. DuMont Buchverlag, Köln 1989, ISBN 3-7701-1972-X.
- Kirchenreform und Investiturstreit. 910–1122 (= Kohlhammer-Urban-Taschenbücher. Bd. 462). Kohlhammer, Stuttgart 2008, ISBN 978-3-17-020481-2.